# Dewey Defeats Truman

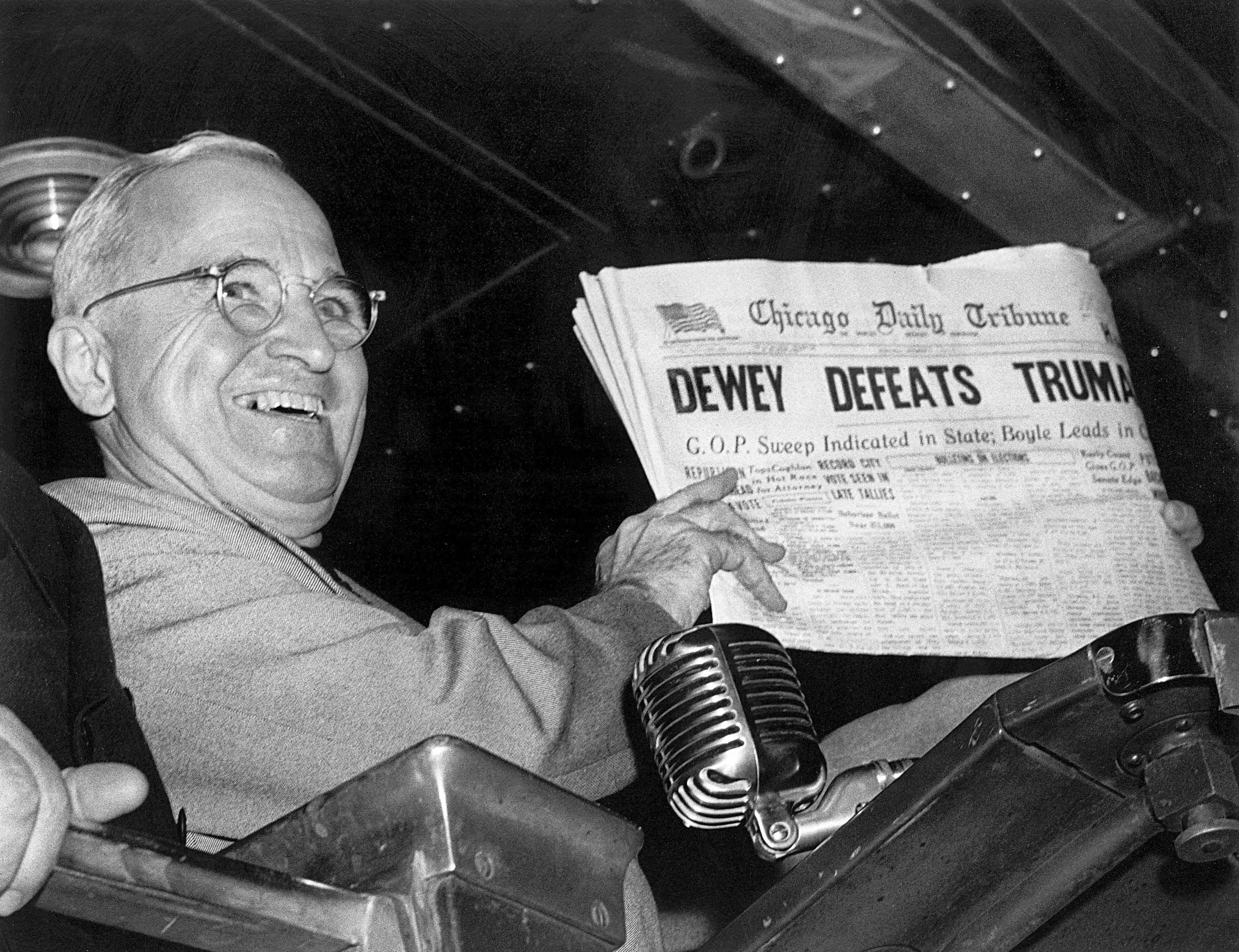
해당 오보가 실린 1948년 11월 3일자 시카고 데일리 트리뷴 초판을 들고 있는 트루먼 대통령.

'Dewey Defeats Truman' (듀이, 트루먼을 꺾다) 은 당시 현직 미국 대통령이었던 해리 S. 트루먼이 1948년 대선에서 뉴욕 주지사 토마스 E. 듀이를 상대로 이변의 승리를 거둔 다음 날인 1948년 11월 3일 《시카고 데일리 트리뷴》 1면에 실린 오보이다. 선거 이후 세인트루이스 유니언역에서 정차했을 때 트루먼이 미소를 지으며 오보가 실린 신문을 들고 있는 사진이 유명하다.

## 배경
《시카고 데일리 트리뷴》은 민주당 후보 트루먼을 '멍청이'라고 부르는 등 공화당 성향의 신문으로 유명했다.  60년 후 《트리뷴》은 회고 기사에서 "트리뷴이 트루먼을 싫어했던 것만큼 트루먼도 트리뷴을 싫어했다"고 적었다.
1948년 선거 약 1년 전 라이노타이프를 다루던 인쇄공들이 태프트-하틀리법에 항의해 파업을 벌인 이후《시카고 트리뷴》 과 시카고의 다른 신문사들에서는 인쇄 방식을 타자기로 작성한 기사를 사진제판하는 방식으로 전환해 이전보다 몇 시간 일찍 신문을 인쇄해야 했다.

## 1948년 선거
선거 당일, 인쇄 마감시간때문에 개표결과가 전달되고 전에 《트리뷴》의 선거 후 1판이 인쇄되어야 했다.
해당 신문은 워싱턴 특파원이자 정치 분석가인 아서 시어스 헤닝의 의견을 인용했는데, 헤닝은 1928년 이후 5번의 대선 중 4번의 승자를 예측했다. 다양한 여론조사에 의해 뒷받침된 통념에 따르면 듀이가 압도적으로 이길 것이라는 것이 중론이었기 때문에 《트리뷴》 1판은 "DEWEY DEFEATS TRUMAN"(듀이, 트루먼을 꺾다)이라는 머리기사가 인쇄되었다.
또한 헤닝은 하원 과 상원을 수성하는데 성공한 공화당이 대통령 당선자와 협력할 것이라고 보도했다. 헤닝은 "어제 대선에서 듀이와 워런이 압도적인 승리를 거두었다. 초기 개표 결과에서는 공화당 후보가 서부와 남부 주에서 트루먼과 바클리를 꾸준히 앞서고 있는 것으로 나타났다."라고 쓰고 "전체 개표 결과에 따르면 듀이가 선거인단 투표에서 압도적 다수로 대선에서 승리한 것으로 나타났다."라고 덧붙였다.
저녁 늦게 나온 결과가 접전을 예고했지만 헤닝은 이를 무시하고 자신의 예측을 고수했으며, 듀이의 승리를 예측하는 1면 머리기사를 내건 신문들이 인쇄기에서 계속 쏟아져 나왔다.
신문의 주요 기사가 지방선거를 강조하고 대선에서 듀이의 우위가 근소하게 드러났다는 것을 나타내기 위해 수정된 이후에도 똑같은 머리기사가 1면에 그대로 남았다. 저녁 늦게, 언론 보도를 통해 듀이의 승리가 확실치 않다는 사실이 드러나자 《트리뷴》은  이후 2판의 머리기사를 "민주당이 주 선거를 싹쓸이했다"로 바꾸었지만 이미 약 15만 부 정도 신문이 오보가 실린 채 인쇄되었다.
결국 트루먼은 303-189-39로 듀이와 주권민주당 후보 스트롬 서먼드를 상대로 선거인단에서 다수를 차지해 승리했지만 오하이오, 일리노이, 캘리포니아에서 1% 미만의 득표율 차이만 있었더라도 듀이가 승리했을 것이다.
공화당이 백악관을 휩쓸고 양원을 수성하는 대신, 민주당이 백악관을 유지하고 상원과 하원을 장악했다

## 여파
이틀 후, 트루먼이 워싱턴으로 가는 길에 세인트루이스를 지나가던 중, 전용열차 페르디난드 마젤란의 뒷부분 승강구에서 걸어가서 《트리뷴》초판 한 부를 건네받았다. 트루먼은 신문에 실린 오보를 보고 기뻐하며 역에 모인 사진작가들에게 들어보였을 때 찍힌 사진이 유명하며, 이 때 미소를 지으며 "제가 들은 것과 다르군요!"라고 말했다고 한다
몇 년 뒤 《트리뷴》 발행인들은 1948년 선거 25주년을 맞아 트루먼에게 잘못된 1면 머리기사 복제본이 적힌 기념패를 줄 계획이었으나 트루먼이 사망하는 바람에 이루어지지 못했다.
당시 오보를 낸 신문사는 《트리뷴》만이 아니었다. 11월 3일자 《상업신문》은 듀이 대통령에게 기대할 수 있는 것에 대한 기사 8개가 실렸으며, "듀이의 승리는 새로운 시대의 정경협력과 신뢰 있는 정부에 대한 요구로 여겨진다"는 제목의 칼럼이 실렸다